# Olympische Jugend-Sommerspiele 2014/Teilnehmer (Jordanien)
| Gelbes Symbol für Goldmedaillen mit stilisierten Olympischen Ringen | Graues Symbol für Silbermedaillen mit stilisierten Olympischen Ringen | Braundes Symbol für Bronzemedaillen mit stilisierten Olympischen Ringen |
| ------------------------------------------------------------------- | --------------------------------------------------------------------- | ----------------------------------------------------------------------- |
| —                                                                   | —                                                                     | —                                                                       |

Die Jugend-Olympiamannschaft aus Jordanien für die II. Olympischen Jugend-Sommerspiele vom 16. bis 28. August 2014 in Nanjing (Volksrepublik China) bestand aus sechs Athleten.

## Athleten nach Sportarten

### Fechten
Mädchen
- Balqis Al-Qudah
Degen Einzel: 11. Platz

### Schwimmen
| Mädchen - Lydia Musleh 50 m Freistil: 34. Platz 200 m Freistil: 30. Platz | Jungen - Khader Baqlah 100 m Freistil: 20. Platz 200 m Freistil: 21. Platz |

### Taekwondo
Mädchen
- Eman Al-Adaileh
Klasse bis 44 kg: 5. Platz
- Taima Hbowal
Klasse bis 63 kg: 5. Platz

### Turnen
Jungen
- Yazan Abandeh
Einzelmehrkampf: 33. Platz